# Dimităr Sahanikov
Dimităr Sahanikov (en bulgare : Димитър Сахаников), né le 16 septembre 1942, à Plovdiv, en Bulgarie, est un ancien joueur bulgare de basket-ball.